# 屍城
《屍城》（英語：Zombie Fight Club），是一套講述喪屍的電影。

## 故事大綱
台北一棟充斥著各樣人的大樓內，有綁匪頭子風哥（尹子維飾）及其愛人風姐（周妲吟飾），有人面獸心的教師（高捷飾），行動不便的老兵梁伯（顧寶明飾）和喜愛玩樂吸毒的大衛（曾國祥飾）。
有一天，大衛收到了表哥從外國寄來的毒品，竟是變種的喪屍病毒，令其朋友們變成喪屍。

## 演員

### 主演角色
| 演員      | 角色     | 介紹                                                                             |
| 安志杰    | 安迪     | 特種部隊成員，最終成了喪屍                                                       |
| Jessica C | 珍妮     | 大衛的女朋友                                                                     |
| 王敏德    | 馬隊長   | 特種部隊隊長，實際卻是與毒犯合作，最終被殺                                       |
| 尹子維    | 風哥     | 綁架了一位富翁，在喪屍逃亡戰中看著自己的愛人死去，最後引爆了石油氣與喪屍同歸於盡 |
| 曾國祥    | 大衛     | 表哥從美國寄到毒品給他，成為了喪屍引發的起點                                     |
| 周妲吟    | 風姐     | 喪屍逃亡戰中因想抱起別人的嬰兒時被爪傷受感染，後被風哥扭斷頸部而死               |
| 許維恩    | 女快遞   | 送書（內藏毒品）到大衛家的女快遞                                                 |
| 熱狗      | 饒舌歌手 | 大衛的兄弟                                                                       |
| 高捷      | 教師     | 表面是斯文的教師，但內心冷血，對女兒卻十分愛護                                   |
| 顧寶明    | 梁伯     | 工兵退伍瘸腿的老人家                                                             |
| 伍允龍    | 格鬥手   | 在片末時與安迪對打，最後犧牲                                                     |
| 玉兔      | GiGi     | 女同學，幫老師女兒慶生                                                           |
| 陳艾熙    | Lina     | 女同學，幫老師女兒慶生                                                           |
| 夏語心    | 依依     | 幫老師女兒慶生，喜歡老師的學生                                                   |
| 馮媛甄    | 娜娜     | 高捷戲中的女兒，中後期淪為喪屍                                                   |
| 阿達      | 宅男     | 片尾彩蛋，穿內褲光著身子的宅男                                                   |
| 袁嘉敏    | 女首領   |                                                                                  |
| 吳志雄    | 大老B    |                                                                                  |

## 外部連結
- 香港影庫上《屍城》的資料（繁體中文）
- 互联网电影数据库（IMDb）上《屍城》的资料（英文）